# Сан-Марино на зимних Олимпийских играх 1984
Сан-Марино принимало участие в Зимних Олимпийских играх 1984 года в Сараево (Югославия), но не завоевало ни одной медали. Страну представляли три спортсмена.

## Результаты

### Горнолыжный спорт
| Спортсмен          | Дисциплина        | 1-й спуск | 1-й спуск | 2-й спуск | 2-й спуск | Итог    | Итог  |
| Спортсмен          | Дисциплина        | Время     | Место     | Время     | Место     | Время   | Место |
| ------------------ | ----------------- | --------- | --------- | --------- | --------- | ------- | ----- |
| Кристиан Боллини   | гигантский слалом | DNF       | -         | -         | -         | DNF     | -     |
| Франческо Карделли | гигантский слалом | 1:49.00   | 69        | DNF       | -         | DNF     | -     |
| Кристиан Боллини   | слалом            | 1:23.50   | 62        | 1:16.54   | 41        | 2:40.04 | 43    |
| Франческо Карделли | слалом            | 1:17.67   | 59        | 1:16.06   | 40        | 2:33.73 | 40    |

### Лыжные гонки
| Спортсмен          | Дистанция | Результат | Результат |
| Спортсмен          | Дистанция | Время     | Место     |
| ------------------ | --------- | --------- | --------- |
| Андреа Саммаритани | 15 км     | 1:03:05.3 | 82        |
| Андреа Саммаритани | 30 км     | 2:26:55.9 | 69        |